# Ismael Sosa
Víctor Ismael Sosa (San Martín, Buenos Aires, Argentina; 18 de enero de 1987) es un futbolista argentino que  juega de extremo en Argentinos Juniors de la Primera División de Argentina.

## Trayectoria

### Platense
Nació el 18 de enero de 1987 en San Martín, una localidad al noroeste de Buenos Aires. Ingresó a las inferiores de Platense, de donde pasó a Independiente.

### Independiente
Debutó en Primera División el 20 de marzo de 2005 contra Boca Juniors en un partido donde Independiente perdió 2 a 1.

#### 2.ª época en Independiente
En el 2007, fue parte del plantel de la selección Sub-20 que salió subcampeón del Campeonato Sudamericano Sub-20 en Paraguay. Sin embargo, no fue convocado para participar en la selección argentina Sub-20 que salió campeón del Mundial Sub-20 ese mismo año en Canadá.
Durante mucho tiempo vivió luchando por la titularidad, y fue así como ingresando en el segundo tiempo en un partido contra Nueva Chicago (cuando el entrenador era Jorge Burruchaga) con el tanteador 1-0, hizo los 3 goles para ganar el encuentro por 2-3. Fue en el Apertura 2007, con la llegada de Pedro Troglio como DT de Independiente, que se ganó la titularidad en el club, gracias al respaldo anímico que este brindó al plantel, el cual motivó a Ismael e hizo desplegar todo su potencial. Sin embargo, al igual que muchos de sus compañeros del plantel, mermó su rendimiento en las últimas fechas del mismo, razón por la cual Independiente finalmente no logró el campeonato. En el 2008 como el equipo jugaba con el sistema 4-4-2, volvió a ser suplente, debido entre otras razones, a que la dupla de delanteros pasó a ser la llamada Montedenis, a la llegada de Freddy Grisales al equipo (que provocó la definición de la delantera antes mencionada), la llegada del delantero Pablo Vitti y la aparición de juveniles como Patricio Julián Rodríguez, Diego Churín y Nicolás Mazzola. 
Primero rechazó ofertas del FC Dinamo Moscú y del FC Moscú, dos clubes de fútbol de Rusia. Luego rechazó una oferta del Lokomotiv de Moscú, otro club de fútbol ruso, y también de un club de fútbol mexicano del cual los directivos de Independiente no revelaron la identidad y también hubo negociaciones para que el jugador se fuera hacia el Porto de Portugal

### San Martín S.J
En la segunda mitad del 2005 tuvo un paso por San Martín de San Juan al ser cedido a préstamo a dicho club sanjuanino debido a una pelea con el entonces entrenador de Independiente, Julio César Falcioni. Al finalizar el contrato de este DT a mediados del 2006, volvió a Independiente.

### Argentinos
Sin embargo, pasaría a préstamo a Argentinos Juniors, donde fue campeón, figura y uno de los máximos goleadores del Torneo Clausura 2010. Luego de su destacada actuación en Argentinos Juniors y la finalización del préstamo, sería transferido de Independiente al Gaziantepspor de Turquía.

### Gaziantepspor
Jugó tres temporadas en el Gaziantepspor, en donde jugó 70 partidos y anotó 8 goles por la SuperLiga de Turquía, 13 partidos y 1 gol en la Copa de Turquía y 4 partidos sin poder anotar en la Europa League.

### Universidad Católica
El 7 de enero de 2013 se concreta su paso al club Universidad Católica. Jugó su primer partido por Copa Chile contra Coquimbo Unido, el cual terminaría con un 4 a 2 a favor de Los Cruzados con un gol y una asistencia del argentino. Sosa se convirtió en una de las piezas clave del ataque del elenco estudiantil formando una gran dupla en delantera con la gran promesa cruzada Nicolás Castillo durante su primera temporada en el club, en donde fue el goleador de la UC subcampeón del Apertura 2013 con 8 goles. En ese torneo anotaría en el 3-0 a Universidad de Chile en la penúltima fecha del campeonato. A mediados del 2013 ratificó su vínculo con el club, continuando su racha goleadora marcando frente a Cerro Porteño, dándole a la UC el paso a segunda ronda de la Copa Sudamericana. En total marcaría 22 goles en 47 partidos vistiendo la camiseta del club chileno.

### Universidad Nacional
El 20 de noviembre de 2013 se confirmó su traspaso al Club Universidad Nacional de la Primera División de México. El "Chuco" se convirtió en el hombre clave y desequilibrante, el referente de gol de la UNAM, anotando 13 goles en el 2014-2015.
En el Apertura 2015 fue uno de los referentes de ataque de la escuadra de la UNAM, ya que con sus 10 anotaciones, fue junto con Matías Britos, Eduardo Herrera, Fidel Martínez, la mejor ofensiva del torneo. En la final de ida, Universidad se mostró inoperante en la cancha de Tigres de la UANL y terminó perdiendo 3-0. Sin embargo en la vuelta, Pumas empató el partido en dos ocasiones: primero 3-0 y después 4-1 para un marcador global de 4-4. Finalmente, solo él y Luis Fuentes fueron los únicos en anotar sus penales por lo que perdieron la final con un marcador de 4-2.
También estuvo entre las opciones del técnico nacional Juan Carlos Osorio para jugar con la Selección Mexicana ante Senegal. Sin embargo por retraso con la documentación de su naturalización y por algunas reglas de la FIFA, tuvo que ser descartado debido a su participación en categorías menores de manera internacional con su país de origen. 
Su última participación con los Pumas de la UNAM fue en el partido de vuelta de Copa Libertadores contra Independiente del Valle, siendo vendido de forma definitiva a los Tigres de la UANL el 8 de junio de 2016.

### Tigres UANL
El 18 de junio de 2016 Sosa arribó a la ciudad de Monterrey para reportar con los Tigres de la UANL, como refuerzo de cara al torneo Apertura 2016 mexicano. Anotó su primer gol con Tigres el 10 de julio de 2016 en la victoria de 1-0 en la disputa por el Campeón de Campeones 2015-16 contra Pachuca. El 30 de julio del mismo año, en partido de la jornada 3 del torneo Apertura 2016 de la Liga MX, marcó su primer tanto con los Tigres en Liga, siendo este el tercer gol de la victoria de 3-0 sobre el Club América en el Estadio Azteca.

### Regreso a Argentinos Juniors (2025-presente)
El 14 de enero de 2025 Argentinos Juniors confirmó el regreso de Sosa. El 31 de enero volvió a vestir la camiseta del Bicho luego de 15 años en la victoria por 1 a 0 contra Tigre.

## Selección nacional
Ha sido internacional con la Selección de fútbol de Argentina Sub-20 en el Campeonato Sudamericano Sub-20 de 2007, donde Sosa le convirtió un gol a Venezuela, a Uruguay y a Brasil, además su selección Argentina fue subcampeona, clasificando así al mundial Sub-20 de ese año y a los Juegos Olímpicos del 2008.
| Competencia         | Sede     | Resultado |
| ------------------- | -------- | --------- |
| Sudamericano Sub-20 | Paraguay | 2.º lugar |

## Estadísticas
| Club                         | Div.                | Temporada           | Liga  | Liga  | Copas(1) | Copas(1) | Torneos internacionales(2) | Torneos internacionales(2) | Total(3) | Total(3) |
| Club                         | Div.                | Temporada           | Part. | Goles | Part.    | Goles    | Part.                      | Goles                      | Part.    | Goles    |
| ---------------------------- | ------------------- | ------------------- | ----- | ----- | -------- | -------- | -------------------------- | -------------------------- | -------- | -------- |
| Independiente Argentina      | 1°                  | 2005-06             | 19    | 5     | —        | —        | —                          | —                          | 19       | 5        |
| Independiente Argentina      | Total               | Total               | 19    | 5     | 0        | 0        | 0                          | 0                          | 19       | 5        |
| San Martín S.J Argentina     | 1°                  | 2005-06             | 8     | 1     | —        | —        | —                          | —                          | 8        | 1        |
| San Martín S.J Argentina     | Total               | Total               | 8     | 1     | 0        | 0        | 0                          | 0                          | 8        | 1        |
| Independiente Argentina      | 1°                  | 2006-07             | 28    | 8     | —        | —        | —                          | —                          | 28       | 8        |
| Independiente Argentina      | 1°                  | 2007-08             | 31    | 4     | —        | —        | 1                          | 0                          | 32       | 4        |
| Independiente Argentina      | 1°                  | 2008-09             | 19    | 1     | —        | —        | —                          | —                          | 19       | 1        |
| Independiente Argentina      | Total               | Total               | 78    | 13    | 0        | 0        | 1                          | 0                          | 79       | 13       |
| Argentinos Juniors Argentina | 1°                  | 2009-10             | 34    | 12    | —        | —        | —                          | —                          | 34       | 12       |
| Argentinos Juniors Argentina | Total               | Total               | 34    | 12    | 0        | 0        | 0                          | 0                          | 34       | 12       |
| Argentinos Juniors Argentina | 1°                  | 2025                | 14    | 1     | 2        | 1        | 0                          | 0                          |          |          |
| Argentinos Juniors Argentina | Total               | Total               | 0     | 0     | 16       | 1        | 0                          | 0                          | 16       | 1        |
| Gaziantepspor Turquía        | 1°                  | 2010-11             | 30    | 3     | 8        | 1        | —                          | —                          | 38       | 4        |
| Gaziantepspor Turquía        | 1°                  | 2011-12             | 32    | 3     | 1        | 0        | 4                          | 0                          | 37       | 3        |
| Gaziantepspor Turquía        | 1°                  | 2012-13             | 13    | 2     | 4        | 0        | —                          | —                          | 17       | 2        |
| Gaziantepspor Turquía        | Total               | Total               | 75    | 8     | 13       | 1        | 4                          | 0                          | 92       | 9        |
| Universidad Católica · Chile | 1°                  | 2013                | 16    | 8     | 5        | 3        | —                          | —                          | 21       | 11       |
| Universidad Católica · Chile | 1°                  | 2013-14             | 17    | 9     | 4        | 0        | 5                          | 2                          | 26       | 11       |
| Universidad Católica · Chile | Total               | Total               | 33    | 17    | 9        | 3        | 5                          | 2                          | 47       | 22       |
| Pumas UNAM · México          | 1°                  | 2013-2014           | 17    | 2     | 5        | 0        | —                          | —                          | 22       | 2        |
| Pumas UNAM · México          | 1°                  | 2014-15             | 35    | 12    | 6        | 2        | —                          | —                          | 41       | 14       |
| Pumas UNAM · México          | 1°                  | 2015-16             | 40    | 15    | 0        | 0        | 9                          | 8                          | 49       | 23       |
| Pumas UNAM · México          | Total               | Total               | 92    | 29    | 11       | 2        | 9                          | 8                          | 112      | 39       |
| Tigres UANL · México         | 1°                  | 2016-17             | 45    | 13    | 2        | 1        | 6                          | 1                          | 53       | 15       |
| Tigres UANL · México         | 1°                  | 2017-18             | 30    | 2     | 4        | 1        | 5                          | 1                          | 39       | 4        |
| Tigres UANL · México         | 1°                  | 2018-19             | 5     | 0     | 4        | 1        | —                          | —                          | 9        | 1        |
| Tigres UANL · México         | Total               | Total               | 80    | 15    | 10       | 3        | 11                         | 2                          | 101      | 20       |
| Pachuca · México             | 1°                  | 2018-19             | 16    | 1     | 3        | 1        | —                          | —                          | 19       | 2        |
| Pachuca · México             | Total 1.ª etapa     | Total 1.ª etapa     | 16    | 1     | 3        | 1        | 0                          | 0                          | 19       | 2        |
| C. León · México             | 1°                  | 2019-20             | 26    | 10    | —        | —        | 2                          | 0                          | 28       | 10       |
| C. León · México             | Total               | Total               | 26    | 10    | 0        | 0        | 2                          | 0                          | 28       | 10       |
| Pachuca · México             | 1°                  | 2020-21             | 38    | 6     | —        | —        | —                          | —                          | 38       | 6        |
| Pachuca · México             | 1°                  | 2021-22             | 11    | 0     | —        | —        | —                          | —                          | 11       | 0        |
| Pachuca · México             | Total               | Total               | 65    | 7     | 0        | 0        | 0                          | 0                          | 68       | 8        |
| Everton · Chile              | 1°                  | 2022                | 19    | 2     | 2        | 0        | 6                          | 2                          | 27       | 4        |
| Everton · Chile              | 1°                  | 2023                | 0     | 0     | 0        | 0        | —                          | —                          | 0        | 0        |
| Everton · Chile              | Total               | Total               | 19    | 2     | 2        | 0        | 6                          | 2                          | 27       | 4        |
| Ñublense · Chile             | 1°                  | 2023                | 0     | 0     | 0        | 0        | —                          | —                          | 0        | 0        |
| Ñublense · Chile             | 1°                  | 2024                | 0     | 0     | 0        | 0        | —                          | —                          | 0        | 0        |
| Ñublense · Chile             | Total               | Total               | 0     | 0     | 0        | 0        | 0                          | 0                          | 0        | 0        |
| Total en su carrera          | Total en su carrera | Total en su carrera | 529   | 109   | 48       | 10       | 38                         | 14                         | 615      | 133      |

## Palmarés

### Títulos nacionales
| Título               | Equipo             | País      | Año    |
| -------------------- | ------------------ | --------- | ------ |
| Primera División     | Argentinos Juniors | Argentina | 2010-C |
| Spor Toto Cup        | Gaziantepspor      | Turquía   | 2012   |
| Campeón de Campeones | Tigres UANL        | México    | 2016   |
| Liga MX              | Tigres UANL        | México    | 2016   |
| Campeón de Campeones | Tigres UANL        | México    | 2017   |
| Liga MX              | Tigres UANL        | México    | 2017   |
| Campeón de Campeones | Tigres UANL        | México    | 2018   |